# هايوكي هايروز
هايوكي هايروز (باليابانية: 廣瀬英行؛ بالكانا: ひろせ ひでゆき) هو عداء سريع ياباني، ولد في 20 يوليو 1989.

## وصلات خارجية
- هايوكي هايروز على موقع الاتحاد الدولي لألعاب القوى (الإنجليزية)